# Bonny Simi
Bonny Susan Simi z domu Warner (ur. 7 kwietnia 1962 w Mount Baldy) – amerykańska saneczkarka i bobsleistka, olimpijka, pilot linii United Airlines.

## Kariera saneczkarki
W saneczkarstwie startowała od początku lat osiemdziesiątych do 1992 roku. Trzykrotnie wystąpiła na igrzyskach olimpijskich, jej najlepszym rezultatem jest szóste miejsce wywalczone w 1988. W sezonie 1986/1987 zajęła trzecie miejsce w  klasyfikacji generalnej Pucharu Świata zostając pierwszą zawodniczką spoza Europy, która zakończyła sezon na podium klasyfikacji generalnej.

## Kariera bobsleistki
W bobslejach startowała od 1999 do 2002 roku. Jej największym sukcesem jest trzecie miejsce w klasyfikacji generalnej Pucharu Świata wywalczone w sezonie 2000/2001.

## Osiągnięcia

### Saneczkarstwo na zimowych igrzyskach olimpijskich
| Rok  | Miejsce     | Jedynki |
| ---- | ----------- | ------- |
| 1984 | Sarajewo    | 15.     |
| 1988 | Calgary     | 6.      |
| 1992 | Albertville | 18.     |

### Puchar Świata w saneczkarstwie

#### Miejsca na podium w klasyfikacji generalnej
| Sezon     | Miejsce |
| --------- | ------- |
| 1986/1987 | =3.     |

### Puchar Świata w bobslejach

#### Miejsca na podium w klasyfikacji generalnej
| Sezon     | Miejsce |
| --------- | ------- |
| 2000/2001 | 3.      |